# Bratobójczy ogień

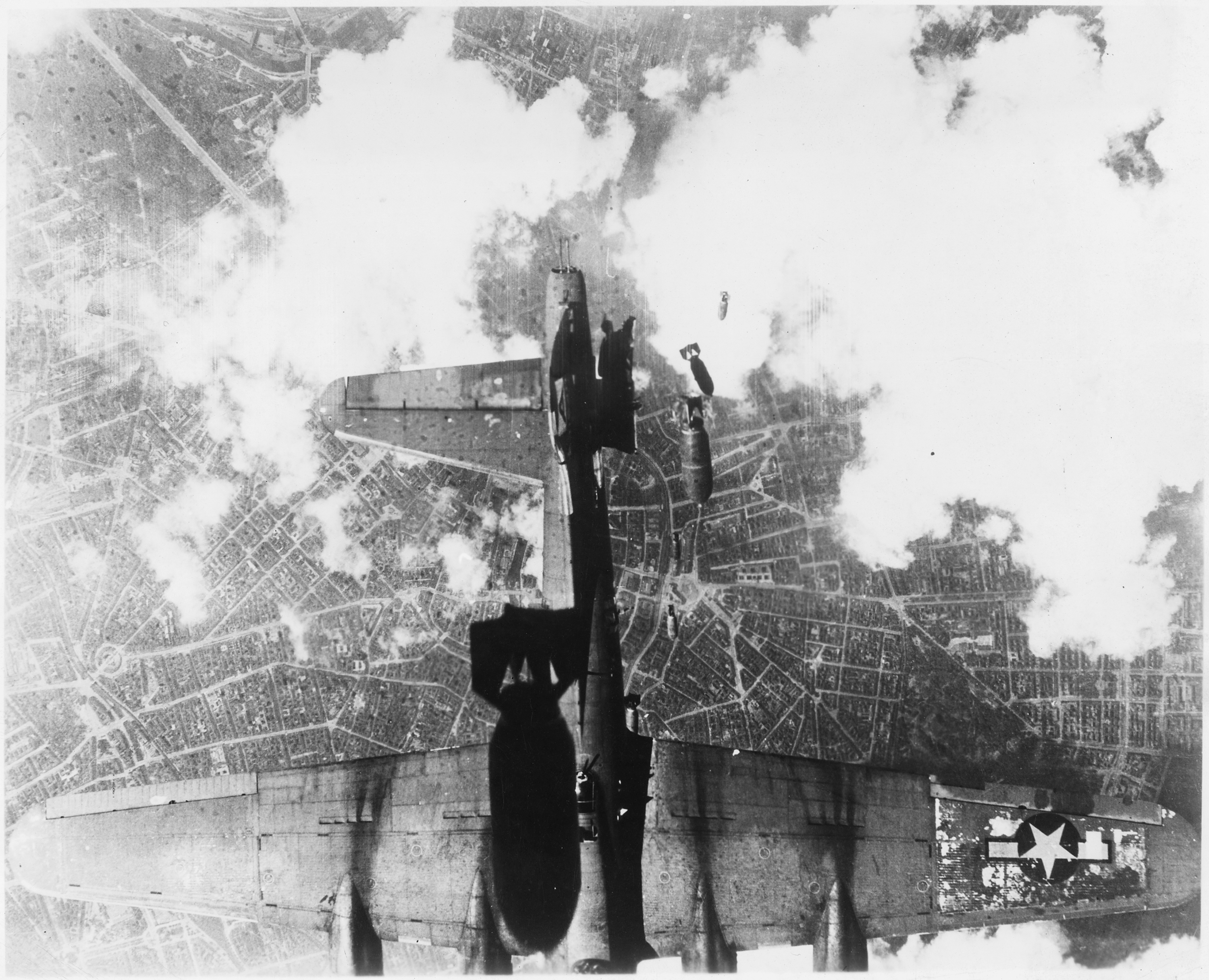
Przykład ognia bratobójczego. Amerykański bombowiec B-17 uszkodzony przez bomby zrzucane przez lecącą nad nim drugą maszynę w trakcie bombardowania Berlina (1944)

Bratobójczy ogień (ang. friendly fire) – termin zapożyczony z nomenklatury United States Army, oznaczający przypadkowy ostrzał własnych (lub sojuszniczych) sił i środków. Jego przyczyną może być omyłkowa identyfikacja celów jako wrogie lub wypadek związany z niską celnością (uderzenie skierowane w stronę przeciwnika trafia we własne pozycje). Cechą charakterystyczną jest zamiar wyrządzenia szkody rzekomemu przeciwnikowi. Świadomy ostrzał sojusznika (zdrada) oraz nieszczęśliwe wypadki związane z bronią nie są klasyfikowane jako bratobójczy ogień.
W czasach Układu Warszawskiego w nomenklaturze armii USA i armii Wielkiej Brytanii tego typu wypadki były określane jako blue-on-blue (ang. niebiescy na niebieskich), gdy wypadek dotyczył wojsk NATO (oznaczanych na mapach sztabowych kolorem niebieskim).

## Nazewnictwo
Niektórzy stosują określenie bratobójczy ogień (ang. fratricide) argumentując, że przyjazny ogień to niestosowny eufemizm, co wyjaśnione zostało w aforyzmie „nie ma nic przyjacielskiego w byciu zastrzelonym przez swoich” (oryg.: There’s nothing friendly about getting shot by your own side). Termin przyjacielski ogień powstał dla odróżnienia od terminu wrogi ogień (ang. enemy fire). Obydwa terminy służą jedynie identyfikacji źródła ataku, a nie jego charakteru.

## Klasyfikacja
Przypadki związane z przyjacielskim ogniem są umieszczane w dwóch kategoriach:
- morderstwa – gdzie bratobójczy ogień zaistniał na skutek zamierzonych działań w czasie wojny w Wietnamie. W amerykańskiej nomenklaturze było to określane jako fragging[1];
- ang. fog of war (dosł. mgła wojny) – ta klasyfikacja opisuje wypadki, które nastąpiły w niezamierzonych okolicznościach:
  - błędy w określeniu pozycji – występują, gdy ogień skierowany w stronę nieprzyjaciela nieszczęśliwie razi siły (i środki) własne lub sprzymierzone. Tego typu wypadki były powszechne w trakcie pierwszej i II wojny światowej, gdzie jednostki walczyły w niewielkiej odległości od siebie, a celność (np. artylerii) była relatywnie niska. W dzisiejszych czasach, gdy wzrosła celność broni, tego typu wypadki stały się mniej powszechne (lecz nadal możliwe);
  - błędy w identyfikacji – mają miejsce, gdy siły własne bądź sojusznicze są (omyłkowo) identyfikowane jako siły wroga. Wielonarodowe operacje, w których sytuacja zmienia się w sposób bardzo dynamiczny, są w szczególności zagrożone tego typu wypadkami. Przykładem tego typu operacji był incydent podczas operacji Pustynna Burza, gdy pilot amerykańskiego samolotu szturmowego A-10 błędnie zidentyfikował brytyjski bojowy wóz piechoty MCV-80 Warrior jako iracki BMP-1. Także w trakcie operacji Telic (inwazja na Irak w roku 2003) miał miejsce wypadek, gdy amerykański pocisk Patriot zestrzelił brytyjski samolot[3].

## Przegląd wypadków związanych z bratobójczym ogniem
- 1461 – wojna Dwóch Róż: w bitwie pod Towton silny wiatr sprawiał, że pociski spadały zarówno na wroga, jak i na własne jednostki;
- 1788 – VIII wojna austriacko-turecka: w bitwie pod Karánsebes na skutek pomyłki doszło do silnej wymiany ognia wewnątrz armii habsburskiej i odwrotu cesarza Józefa II przed nadejściem Turków;
- 1809 – bitwa pod Wagram: wojska francuskie omyłkowo ostrzelały swoich saksońskich sojuszników. Mundury Sasów były szare, co sprawiło, że wojska zostały omyłkowo zidentyfikowane jako austriackie (armia austriacka nosiła białe mundury);
- 1815 – bitwa pod Waterloo: doborowe oddziały pruskie pod wodzą marszałka Blüchera przyszły z pomocą wojskom brytyjskim i ostatecznie pobiły Napoleona. Mniej znanym epizodem było ostrzelanie sił brytyjskich przez pruską artylerię, co spowodowało wiele ofiar. Brytyjska artyleria odpowiedziała ogniem w stronę wojsk pruskich;
- 1863 – generał porucznik armii konfederackiej Thomas Jackson,  w trakcie wojny secesyjnej, został przypadkowo zabity przez swoje własne oddziały podczas bitwy pod Chancellorsville;
- 22 października 1904 – incydent na Dogger Bank, rosyjska Druga Eskadra Pacyfiku celnie ostrzelała brytyjskie kutry rybackie oraz dwa ze swych krążowników wziąwszy je za siły japońskie;
- 1914–1918 (I wojna światowa) – według szacunków francuskich ponad 75 tys. francuskich żołnierzy poległo w wyniku ostrzału alianckiej artylerii w trakcie czterech lat wojny[4];
- wrzesień 1939 – w czasie nalotów na Warszawę Luftwaffe przypadkowo zrzuciło bomby na czołgi i żołnierzy Wehrmachtu; przyczyną był gęsty dym ze zburzonych budowli, który zakrył niemieckie pozycje.
- 10 września 1939 – brytyjski okręt podwodny, HMS „Triton” zatopił inny brytyjski okręt podwodny, HMS „Oxley”, myląc go z niemieckim U-Bootem;
- 28 czerwca 1940 – włoski marszałek lotnictwa Italo Balbo został zestrzelony przez włoską obronę przeciwlotniczą;
- 1940 – operacja Wikinger: niemiecki niszczyciel został zatopiony przez bomby Luftwaffe. Inny w wyniku nieładu został zatopiony przez miny, zginęło w sumie 590 marynarzy[5];
- 1941 – torpedowy atak brytyjskiego lotnictwa morskiego na HMS „Sheffield” podczas polowania na pancernik „Bismarck”;
- 1941 – as myśliwski dowódca skrzydła RAF Douglas Bader zestrzelony w wyniku, jak się przypuszcza, bratobójczego ognia[6];
- 1942 – polski okręt podwodny ORP „Jastrząb” zatopiony przez norweski niszczyciel „St Albans” i brytyjski trałowiec HMS „Seagull”;
- 1943 – operacja Husky (inwazja na Sycylię): 144 samoloty transportowe C-47 przeleciały nad liniami alianckimi krótko po niemieckim rajdzie lotniczym i zostały pomyłkowo ostrzelane przez jednostki lądowe i morskie. 33 samoloty zestrzelono, 37 uszkodzono; zabito 318 żołnierzy;
- 1944 – brytyjska flotylla została zaatakowana przez samoloty RAF-u Hawker Typhoon w pobliżu Cap d’Antifer, Hawr. HMS „Britomart” i HMS „Hussar” zostały zatopione. HMS „Salamander” został uszkodzony tak mocno, że nie opłacało się go remontować i został złomowany. HMS „Jason” uniknął większych uszkodzeń;
- 27 listopada 1944 – norweski transportowiec MS Rigel przewożący alianckich jeńców wojennych został zaatakowany i zatopiony przez brytyjskie lotnictwo w Norwegii. Zginęło 2571 jeńców i więźniów;
- 26 grudnia 1944 – operacja Wintergewitter (front włoski): amerykański obserwator artyleryjski John R. Fox zginął, świadomie ściągając ogień amerykańskiej artylerii na wioskę Sommocolonia, w której się znajdował; powstrzymało to niemieckie uderzenie. W 1997 został pośmiertnie odznaczony Medalem Honoru[7];
- 1 stycznia 1945 – operacja Bodenplatte: 900 niemieckich myśliwców wystartowało do ataku na alianckie lotniska, w przybliżeniu 300 samolotów zostało zestrzelonych, 237 pilotów poległo lub dostało się do niewoli, 18 pilotów rannych – największe straty poniesione jednego dnia przez Luftwaffe, wiele strat spowodowane było przypadkowym ostrzałem swoich;
- 17 czerwca 1968 – wojna wietnamska: USS „Boston”, USS „Edson”, USCGC „Point Dume”, HMAS „Hobart” i dwie amerykańskie łodzie patrolowe, „PCF-12” i „PCF-19” zaatakowane przez amerykański samolot, kilku marynarzy zginęło, „PCF-19” zatonął[8];
- 1969 – tzw. bitwa o Hamburgerowe Wzgórze (ang. Battle of Hamburger Hill): dwóch zabitych, 35 rannych w wyniku ataku amerykańskich helikopterów na amerykański 3/187 Batalion Piechoty;
- 1974 – inwazja turecka na Cypr: turecki niszczyciel „Kocatepe” zatonął w wyniku ataku tureckiego lotnictwa;
- 1982 – wojna o Falklandy: HMS „Cardiff” zestrzelił za pomocą rakiet Sea Dart helikopter Gazelle (RAF), zginęło 4 ludzi. W tym samym konflikcie doszło do trwającej godzinę wymiany ognia (z użyciem broni ciężkiej i artylerii) pomiędzy kompaniami A i C trzeciego batalionu spadochronowego armii brytyjskiej, 8 ofiar śmiertelnych. Ponadto dwóch komandosów Special Boat Service zostało zabitych przez patrol komandosów z SAS;
- 1991 – amerykańskie A-10 w czasie wojny w Zatoce Perskiej zaatakowały brytyjskie wozy opancerzone zabijając dziewięciu brytyjskich żołnierzy (taka sama liczba żołnierzy została zabita przez ogień nieprzyjacielski przez całą wojnę);
- 14 kwietnia 1994 – 29 cywilów i żołnierzy zginęło w wyniku zestrzelenia dwóch amerykańskich śmigłowców UH-60 Black Hawk. Na wypadek złożyła się cała seria błędów: nieprzestrzeganie procedur przez załogę AWACS, wkroczenie zestrzelonych śmigłowców w strefę dla nich zabronioną, niezdrowe współzawodnictwo pomiędzy armią i lotnictwem – helikoptery armii, nie zostały poinformowane o obowiązujących kodach IFF 'Identification Friend or Foe’ (identyfikacja swój-obcy), na nieszczęście do skrzydeł Blackhawków podczepiono zbiorniki z paliwem, które upodobniły amerykańskie maszyny do śmigłowców radzieckiej produkcji. W rezultacie dwa F-15 Eagle zaatakowały i zestrzeliły własne maszyny[9];
- 2001 – amerykański F/A-18 zrzucił 3 bomby Mk-82 na sojuszniczy posterunek obserwacyjny zabijając 6 i raniąc 11 ludzi w Al Udairi Range, Kuwejt;
- 2002 – amerykański pilot samolotu F-16 Harry Schmidt zabił czterech kanadyjskich żołnierzy i zranił kolejnych ośmiu w incydencie Tarnak Farm;
- 2003 – amerykański samolot zaatakował konwój kurdyjskich sprzymierzeńców, oddział amerykańskich sił specjalnych oraz ekipę telewizji BBC. Kamaran Abdurazaq Muhamed (kurdyjski tłumacz) zginął, reporterzy Tom Giles i John Simpson zostali ranni. Cały incydent został udokumentowany zarówno przez kamery umieszczone w kabinie atakującego samolotu, jak i ekipę telewizyjną[10];
- 2003 – Karbala, Irak: amerykańskie rakiety Patriot w wyniku błędu zestrzeliły F/A-18C Block 46 Hornet; pilot nie przeżył;
- 2003 – amerykańska rakieta Patriot zestrzeliła brytyjski samolot Panavia Tornado GR.4A ZG710 ‘D’ zginęli pilot i nawigator;
- 2003 – Irak: żołnierz brytyjskiej piechoty morskiej Christopher Maddison został zabity w wypadku, w którym jego łódź została ostrzelana rakietami. Przyczyną wypadku był błąd w identyfikacji[11];
- 2003 – brytyjski czołg Challenger 2 został ostrzelany przez inny czołg w trakcie nocnych walk, zginęli kapral Stephen John Allbutt i szeregowy David Jeffrey Clarke[12];
- 28 marca 2003 – Irak: para amerykańskich samolotów A-10 zaatakowała konwój brytyjskich sił rozpoznawczych;
- 22 kwietnia 2004 – Afganistan: Pat Tillman, słynny zawodnik futbolu amerykańskiego zabity w wyniku bratobójczego ognia;
- 2005 – amerykańscy żołnierze otworzyli ogień do bułgarskiego konwoju. Jeden z żołnierzy bułgarskich (młodszy sierżant Gardi Gardev) został zabity;
- 2006 – południowy Afganistan: dwa amerykańskie A-10 zaatakowały oddziały kanadyjskie zabijając szeregowego Marka Anthony’ego Grahama i poważnie raniąc 5 innych żołnierzy biorących udział w operacji przeciwko talibom,
- 2007 – amerykański atak lotniczy, zginęło ośmiu kurdyjskich żołnierzy[13].

## Wizje artystyczne
Omyłkowy ostrzał jest jednym z tematów filmu Szalona odwaga.